# Burgruine Ödenburg (Hainsberg)

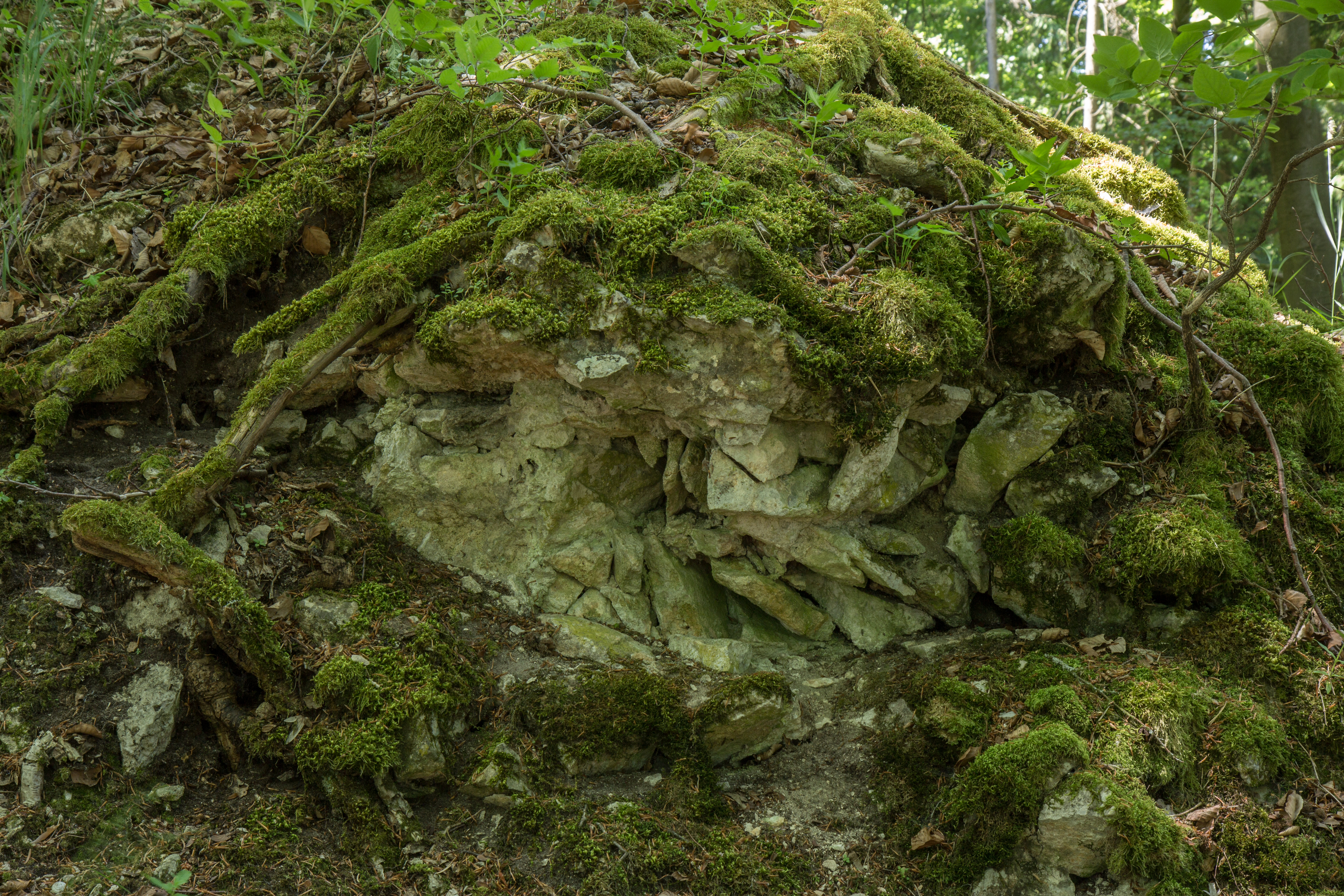
Opus Spicatum-Mauerwerk im Bereich der Ruine

Die Burgruine Ödenburg war eine kleine vermutlich hochmittelalterliche Turmburg, die in der südlichen Frankenalb nördlich von Dietfurt an der Altmühl im oberpfälzischen Landkreis Neumarkt in der Oberpfalz in Bayern liegt. Heute ist die Burgstelle ist als Baudenkmal Nummer D-3-73-121-52: „Burgruine Ödenburg, Reste der Höhenburg der Hainsberger in Spornlage mit Halsgraben und Mauerresten, Bruchstein mit Fischgrättechnik, frühromanisch“ sowie als Bodendenkmal Nummer D-3-6935-0024: „Mittelalterlicher Burgstall "Ödenburg", vorgeschichtliche Höhensiedlung“ geschützt.
Die Burgruine ist jederzeit frei zugänglich.

## Geografische Lage
Die Ruine der Spornburg befindet sich im Naturpark Altmühltal auf einem nach Osten, in das Tal der Weißen Laber hineinragenden, dreieckigen Bergsporn, 900 Meter nordnordöstlich der Ortschaft Hainsberg oder etwa zwei Kilometer nördlich von Dietfurt an der Altmühl.
Sie lag im Bereich einer vorgeschichtlichen Höhensiedlung, von der noch ein, etwa 100 Meter westlich der Spornspitze gelegener, Befestigungswall erkennbar ist.
In der Nähe befanden sich noch weitere Burgen, südöstlich die ehemalige Burg Wildenstein und der Burgstall Kopffelsen über dem Ort Mühlbach, nordwestlich der Burgstall Altenburg bei Oberbürg und südwestlich der Burgstall Mallerstetten.

## Geschichte

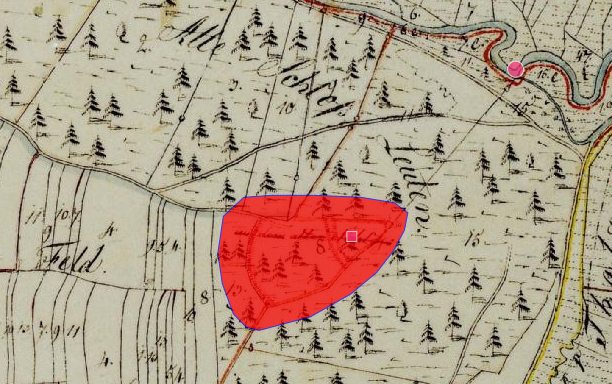
Lageplan der Burgruine Ödenburg (Hainsberg) auf dem Urkataster von Bayern

Die Burg war vermutlich der Sitz des Ortsadels von Hainsberg, der um 1150 urkundlich erwähnt ist. Im Jahr 1166 wurde ein „Chonrad von Oedenburc“ erwähnt, später wurde die Burg nicht mehr genannt, so dass die sie wohl schon im frühen Mittelalter in Ruinen lag und infolgedessen als „öde“ Burg bezeichnet wurde. Reste eines Steinverbandes in Opus-spicatum-Bauweise (Fischgrättechnik) lassen vermuten, dass die Anlage in der frühen Romanik errichtet wurde. Die Burg könnte der Sicherung des fränkischen Königswegs von Lauterhofen nach Lenting, der durch diese Gegend führte, gedient haben. Vorhanden ist noch der Halsgraben, spärliche Mauerreste und Schuttkegel, die frühere Burggebäude markieren.
Die Ödenberger wechselten ihren Sitz ab Anfang des 14. Jahrhunderts auf das Schloss Ödenberg in der gleichnamigen Ortschaft bei Lauf an der Pegnitz in Mittelfranken. Später sind sie teilweise im Nürnberger Bürgertum aufgegangen, 1398 sind die Bürger Eberhard und Werner Ödenberger genannt.

## Beschreibung
Die dreiecksförmige Burgstelle an der Spitze des Bergspornes war bis auf die Westseite durch den steilen, teils über Felsen abfallenden Hang zum Tal der Laaber gut geschützt. Die Angriffsseite im Westen, die flach zur sich anschließenden Jura-Hochfläche übergeht, wurde 60 Meter vor der Spornspitze durch einen bis zu 14 Meter breiten Halsgraben abgeriegelt. Der Graben endet beiderseits an der jeweiligen Hangkante und wird heute am Zugang von einem Erddamm durchquert. Südlich dieses Erddammes ist der Halsgraben als Spitzgraben ausgeführt, nördlich davon als Sohlgraben. Von den Gebäuden der Burg sind nur noch die untersten Steinlagen erhalten.
100 Meter vor der Spornspitze überquert den Sporn zusätzlich noch ein Wallgraben, er ist aber wohl nicht der mittelalterlichen Burganlage zuzurechnen, sondern einer Abschnittsbefestigung einer vorgeschichtlichen Höhensiedlung. Der leicht vorgewölbte Wall ist rund 100 Meter lang, 13 Meter breit und von innen noch zwei Meter hoch erhalten. Ihm ist ein stark verflachter Graben vorgelegt, er erreicht nur noch eine Tiefe von 0,3 Meter. Dieser Wallgraben verläuft von der südlichen Hangkante aus bis fünf Meter vor die nördliche Kante und biegt hier auf einer Länge von 12 Metern nach innen um, um so eine Torgasse zu bilden, den früheren Zugang zur vorgeschichtlichen Siedlung. Ein Durchbruch durch den Wall in seiner Südhälfte ist rezent entstanden.

## Sagen
Um die Ruine ranken sich mehrere Sagen mit unterschiedlichen Varianten. Eine Sage weiß von einem Geheimgang zwischen der Ödenburg und der Burg Wildenstein, den der Ritter zu Wildenstein benutzte, um zu seiner Angebeteten auf der Ödenburg zu gelangen. Die Eltern hatten dieses Verhältnis verboten; das Mädchen wurde von seinen Eltern erschlagen und soll noch im unterirdischen Gang spuken, von dessen Eingang niemand mehr wisse. In der zweiten Sage verschreibt der Ritter zu Wildenstein dem Teufel seine Seele unter der Voraussetzung, dass dieser seinem Feind auf der Ödenburg schadet. Als der Teufel im Flug über den Talgrund einen Felsbrocken auf die Ödenburg werfen will, setzt Glockengeläute ein und der Stein entgleitet ihm. Der „Teufelstein“ soll mit dem Handabdruck des Teufels noch am Ufer der Laaber zu sehen sein. Eine dritte Sage weiß von drei Jungfrauen, die im Burgverlies gefangen gehalten wurden und am Vorabend der drei kirchlichen Hochfeste ihre Leinentücher in der Laaber waschen. Wenn man ihnen begegnet und hilft, schenken sie einem ein Leinentuch, das Krankheiten heilen kann.